# Ulugbek Palvanov
Ulugbek Palvanov (usbekisch Ulugʻbek Polvonov; * 1974 in Urganch) ist ein usbekischer Pianist.

## Leben
Palvanov erhielt mit fünf Jahren ersten Klavierunterricht, studierte am Staatlichen Konservatorium Usbekistans in Taschkent und am Tschaikowsky-Konservatorium in Moskau. Es folgten ab 1997 Studien in Berlin bei Klaus Bäßler an der Hochschule für Musik „Hanns Eisler“ und anschließend bei Klaus Hellwig an der Universität der Künste Berlin.
Palvanov gewann verschiedene Wettbewerbe, u. a. den 1. Preis beim Steinway-Wettbewerb in Berlin. Er konzertierte in Europa, in den USA und in Japan – unter anderem mit dem Moskauer Philharmonischen Orchester, dem Kammerorchester Bozen/Bolzano, dem Philharmonischen Orchester Tbilissi, dem Israelischen Philharmonischen Orchester. und dem Saxophonisten Andrej Lakisov.

## Diskografie
- Dia Succari, composer from my Aleppo. Erschienen bei Ashraf Kateb in Berlin, 2010 – Interpr.: Anne Salié [Klavier]. Ziad Hakim [Klavier]. Ulugbek Palvanov, [Klavier]. Sevki Karayel, [Klavier]. Xenia Kourkoumeli, [Klavier]. Desislava Shtereva, [Klavier]. Sibylle Briner, [Klavier]. Katarina Pipovic-Misic, [Klavier]. Daniela Hlinkova, [Klavier]. Lala Issakowa, [Klavier]. Vera Osmankulova, [Klavier]. Pervez Mody, [Klavier]. Jaques Ammon, [Klavier]. Ramune Neris, [Klavier]. Iwan Urlwalov, [Klavier]. Sawami Kiyushi, [Klavier]. Dania Al Tabbaa, [Klavier]. Racha Arodaky, [Klavier]. Gaswan Zerikly, [Klavier]. Patrick Lechner, [Klavier]. Dagmar Muñiz, [Klavier]. Andrea Maggiora [Klavier]
- Pastorale. Erschienen bei Hänssler Classic in Berlin, 2016 – Interpr.: Katsuya Watanabe [Oboe], Ulugbek Palvanov [Klavier]